# سیارک ۱۰۸۰۵
سیارک ۱۰۸۰۵ (به انگلیسی: 10805 Iwano، نامگذاری:1992WG5) ده هزار و هشتصد و پنجمین سیارک کشف شده‌است که در ۱۸ نوامبر ۱۹۹۲ کشف شد.
قدر مطلق سیارک برابر ۳۵.۴ است.